# Filadelfia (Caldas)

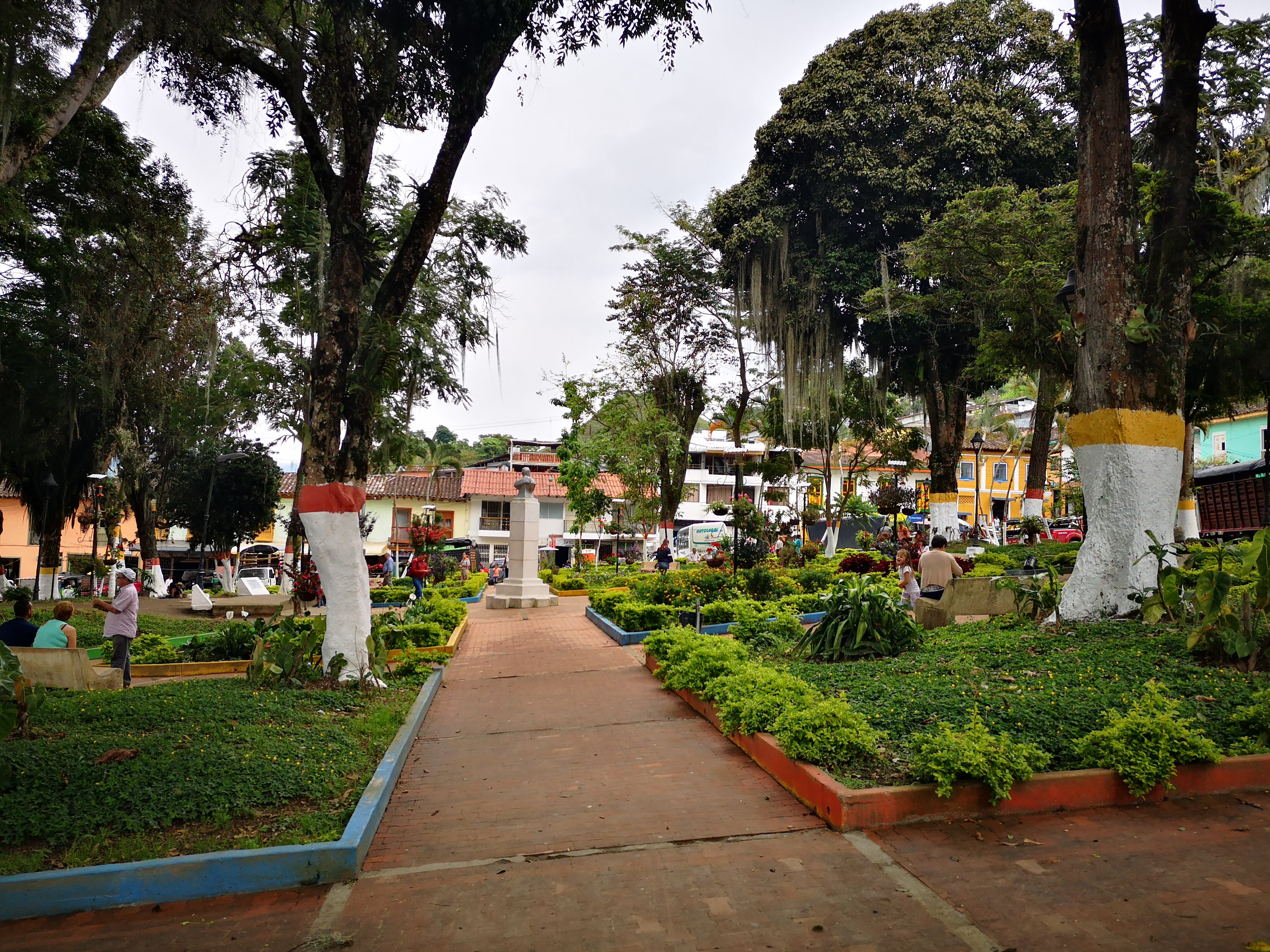
Parque principal de Filadelfia.

Filadelfia es un municipio colombiano situado en el noroccidente del departamento de Caldas. Posee una extensión total de 193 km², cuenta con una temperatura media de 20 °C y su altura sobre el nivel del mar es de 1.550 m. El municipio está situado a 48 km de la capital del departamento, Manizales. Su población actual (2009) es de aproximadamente 12.400 habitantes, con una densidad poblacional de 64,26 Hab/km². 
El municipio dispone de varios pisos térmicos y su superficie es predominantemente quebrada. Su economía se basa en la agricultura, con productos como el café, el maíz, el plátano, el tabaco, el frijol la yuca, el tomate y la caña de azúcar. También se explota extensivamente la ganadería.

## Historia
El municipio fue fundado en el año de 1840 por Tomás Osorio, Antonio Arias y Ramón Ospina. Fue erigido como distrito municipal en el año de El 18 de octubre de 1871. 
El territorio de Filadelfia estuvo antiguamente poblado por los indígenas Carrapas, cuyo regente fue en esa zona el cacique Irrúa. El primer conquistador español que pisó su suelo fue el mariscal Jorge Robledo en 1540, que llegó al área procedente de Santa Ana de los Caballeros, hoy Anserma. Antes de ser municipio tuvo otros nombres, Santa Ana y Cantarrana.

## Vías de comunicación
- Terrestre

Cuenta con una carretera que atraviesa desde la carretera principal del norte del departamento de Caldas pasando por el municipio hasta la troncal de occidente en un futuro Autopista Manizales / Medellín a un punto llamado La Felisa. Este tramo cuenta con una longitud de 27 km en un recorrido en promedio de 50 minutos. En su mayoría esta pavimentada.

## División político-administrativa
Además de su Cabecera municipal, Filadelfia tiene bajo su jurisdicción los siguientes Centros poblados:
- Balmoral
- El Verso
- La Marina
- La Paila
- Samaria
- San Luis.

## Sitios de interés general
Filadelfia cuenta con numerosos sitios históricos y culturales como: Alcaldía Municipal, Casa de la Cultura "Danilo Cruz Vélez", Museo Arqueológico "Los Carrapas", Teatro Municipal "José Macías", Iglesia San Pedro Apóstol, Casa Museo de Fernando Patiño en el corregimiento de Samaria, Centro de Bienestar del Ancianato "El Porvenir", cementerio San Esteban, Hogar Juvenil Campesino, puente de San Isidro de Picará en el Pintado, Pesca Deportiva "La Frontera" vereda Santa Rita, Balneario "Los Mangos" en la vereda La Palma.

### Escenarios deportivos
- Unidad Deportiva "Jesús Correa Ramírez" (con gimnasio).
- Piscina semi-olímpica.
- Piscina infantil.
- Estadio Municipal.
- Cañón de los guácharos.
- Voladero Buenos Aires. (Parapente)
- Fincas campestres.
- Avistamiento de Aves.
- Hogar Juvenil Campesino.

## Cultura
Los eventos de mayor tradición y trascendencia departamental son:
- Los juegos deportivos regionales que se celebran en el municipio desde hace 34 años.
- El encuentro de escritores caldenses en el mes de abril con el ánimo de divulgar y promover la cultura.
- Cabalgata del 20 de julio en Samaria.
- Fiestas religiosas de la virgen del Carmen y María Inmaculada, en ellas participan las veredas y corregimientos.
- Cabalgata del día de la raza, en octubre.

### Juegos Deportivos regionales
Los Juegos Deportivos regionales se realizan desde hace 35 años con organización de "Jesús Correa Ramírez", estas fiestas comienzan el miércoles, antes del lunes festivo de agosto de cada año y se realizan las siguientes actividades:
- Carreras de motos
- Torneos de fútbol y baloncesto
- Concursos de natación
- Campeonato de billar a tres (3)bandas.
- Campeonato de ajedrez
- Competencias de ciclismo
- Parapentismo
- show de stunt

## Símbolos

### Escudo
El escudo tiene forma de corazón. Está dividido en tres franjas: la superior de color amarillo que significa la exuberancia de las tierras filadelfeñas. Sobre ella en letras doradas la frase “Amor de Hermanos”, que es la versión castellana de la palabra Filadelfia.
La franja del medio es más ancha que las otras dos, es de color azul representando las aguas de los ríos y quebradas del territorio, y su firmamento. Lleva en el centro la ceiba histórica y sobre ella la estrella de cinco picos. 
Por último, la tercera franja de color rojo, símbolo del café maduro. Sobre ella, el nombre de la ciudad: Filadelfia.

### Bandera
Se compone de tres fajas rectangulares iguales; la parte superior lleva el color azul, que significa los ríos que circundan el Municipio, y su firmamento; en el centro viene la faja de color verde, que significa el color de los cafetales y de la Ceiba histórica que por muchos años ha sido adorno del centro de la plaza principal; en la parte inferior, viene la faja roja, como el fruto del café maduro que constituye la principal riqueza del municipio. En el centro de la bandera, o sea, sobre la faja verde, lleva una estrella de cinco picos que significan las cinco alturas de Filadelfia, a saber: Corocondó, Bocache, Maiba, el Oso y las Cruces. 